# John N. Brandenburg

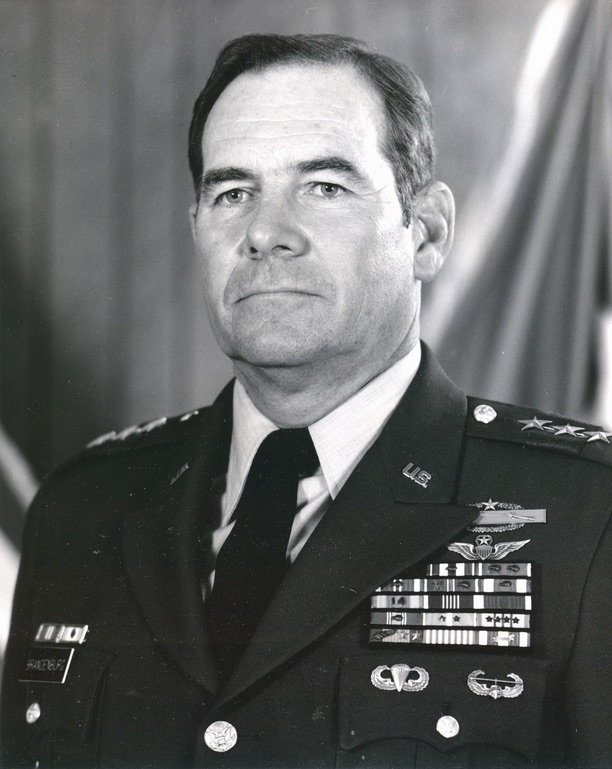
John N. Brandenburg

John Nelson Brandenburg (* 29. April 1929 in Enid, Garfield County, Oklahoma; † 14. Januar 2020 in Canton,  Cherokee County, Georgia) war ein Generalleutnant der United States Army.
Über das ROTC-Programm der Oklahoma State University gelangte John Brandenburg im Jahr 1951 in das Offizierskorps des US-Heeres. In der Armee durchlief er anschließend alle Offiziersränge vom Leutnant bis zum Drei-Sterne-General.
Im Lauf seiner militärischen Karriere absolvierte Brandenburg verschiedene Kurse und Schulungen. Dazu gehörten unter anderem die Infantry School, die Aviation School, die Airborne School, die Air Assault School, das Command and General Staff College und das National War College.
In seinen jüngeren Jahren absolvierte er den für Offiziere in den niederen Rangstufen üblichen Dienst in verschiedenen Einheiten und Standorten. Im weiteren Verlauf seiner Laufbahn kommandierte er Einheiten auf fast allen militärischen Ebenen. Zwischenzeitlich war er auch als Stabsoffizier unter anderem im Pentagon tätig. Gleich zu Beginn seiner militärischen Laufbahn wurde er im Koreakrieg eingesetzt. Später diente er auch im Vietnamkrieg. Zwischenzeitlich war er unter anderem auch in Deutschland stationiert.
Ende der 1970er Jahre begann seine Zeit als Kommandeur größerer militärischer Einheiten. Von März 1978 bis Juni 1980 hatte er den Oberbefehl über die 101. Luftlandedivision. Nach einer kurzfristigen anderweitigen Verwendung erhielt er am 1. Oktober 1981 das Kommando über das I. Korps in Fort Lewis im Bundesstaat Washington. Diesen Posten bekleidete er bis zum 31. Mai 1984. Anschließend ging er in den Ruhestand.
John Brandenburg verbrachte seinen Lebensabend in Canton in Georgia. Von 1991 bis 1995 war er Vorsitzender des Verwaltungsrats des dortigen Cherokee Countys. Er starb am 14. Januar 2020 und wurde auf dem Georgia National Cemetery in Canton beigesetzt.

## Orden und Auszeichnungen
John Brandenburg erhielt im Lauf seiner militärischen Laufbahn unter anderem folgende Auszeichnungen:
- Army Distinguished Service Medal
- Silver Star (2-Mal)
- Legion of Merit (3-Mal)
- Distinguished Flying Cross  (2-Mal)
- Bronze Star Medal (2-Mal)